# Pré-fermento

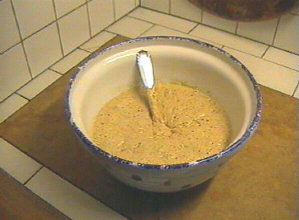
Poolish, um pré-fermento

Um pré-fermento, também denominado método indireto, é um iniciador de fermentação utilizado em padaria.
Um pré-fermento é um  processo de fermentação mais longo no processo de fazer pão. Tem vários benefícios: há mais tempo para o fermento, a enzima e, se há massa madre, para a ação das bactérias sobre o amido e as proteínas na massa; isto, por sua vez melhora a duração do pão assado e cria uma maior complexidade de sabor. Ainda que os pré-fermentoss tenham perdido popularidade, enquanto a adição direta de fermento nas receitas de pão têm agilizado o processo a nível comercial, pré-fermentos de vários tipos utilizam-se de forma ampla nas receitas e fórmulas de pão artesanal.